# 23
Glej tudi: število 23
23 (XXIII) je bilo navadno leto, ki se je po julijanskem koledarju začelo na petek.

## Dogodki
- Grk Strabo izda Geografijo; edini ohranjeni antični zapis o znanem svetu pod Rimljani in starimi Grki.

## Rojstva
- - Plinij starejši, rimski pisec, učenjak, častnik († 79)